# Pont d'Espagne

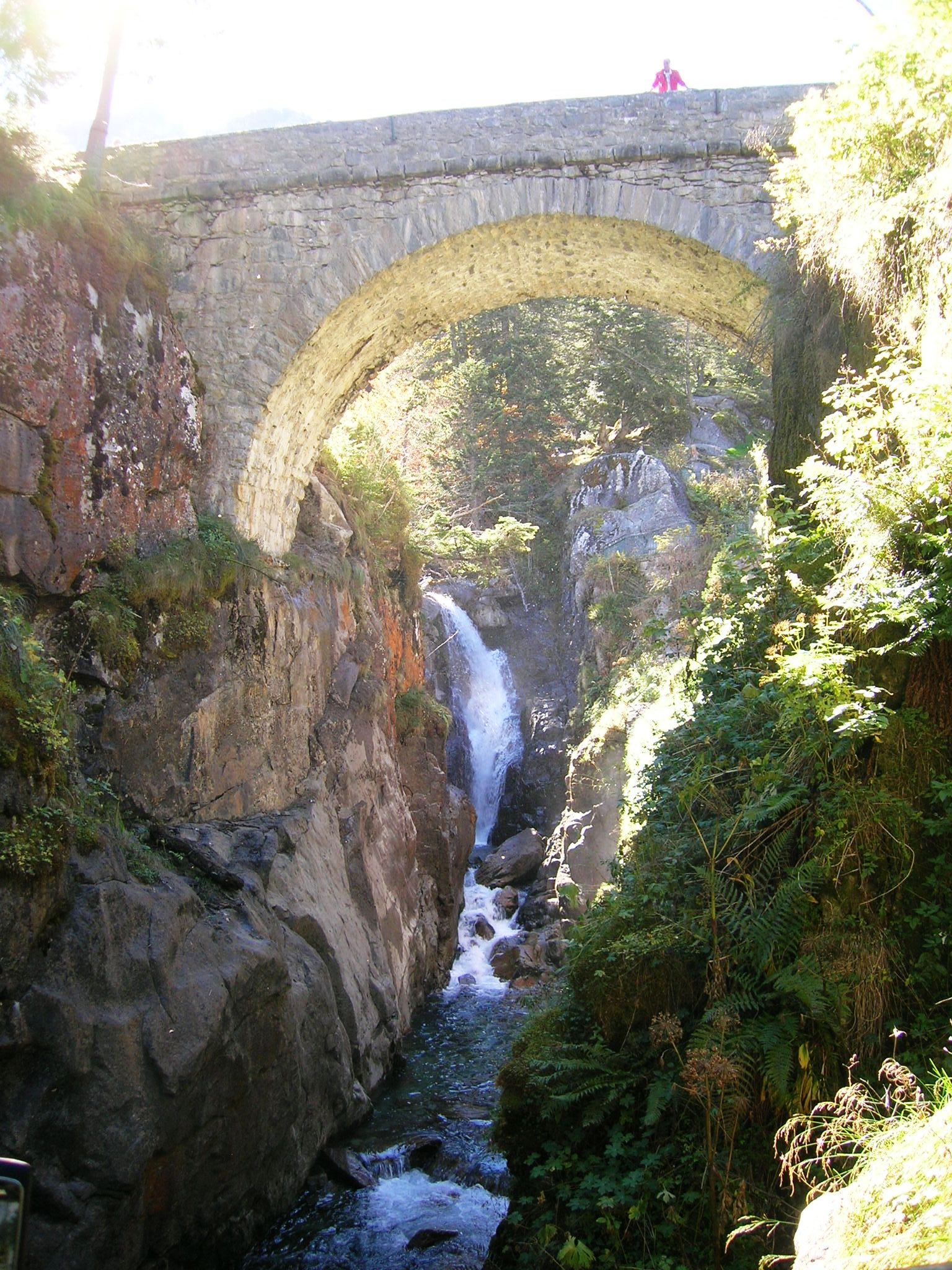
Pont d'Espagne

Il Pont d'Espagne, in italiano Ponte di Spagna, è un'area naturale protetta dei Pirenei, ubicato nel comune di Cauterets, nel dipartimento degli Alti Pirenei, ad un'altezza di circa 1.500 metri, facente parte del parco nazionale dei Pirenei.

## Storia e descrizione

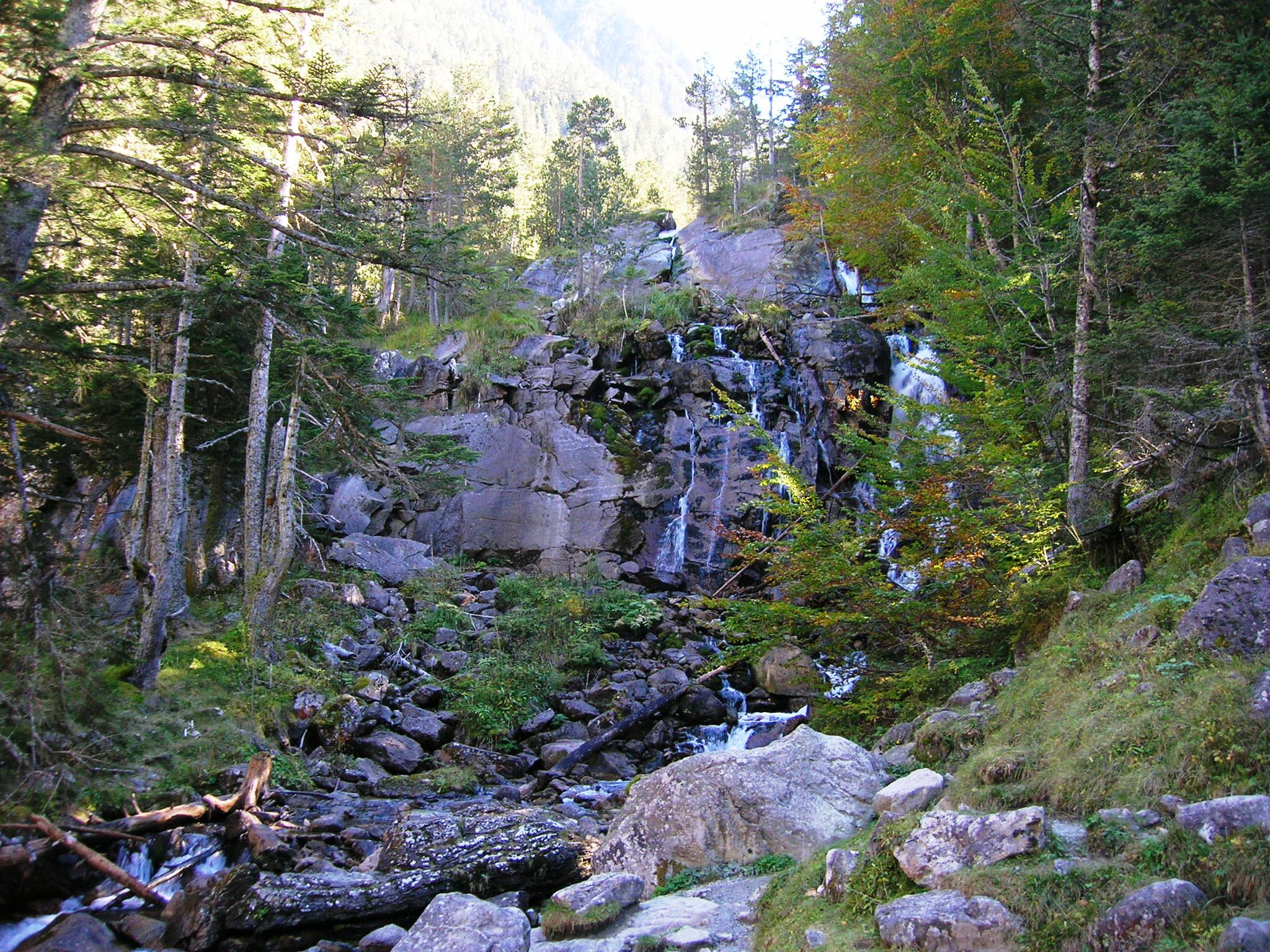
Cascate

Il Pont d'Espagne, si trova alla confluenza sia del Gave du Marcadau con il Gave de Gaube, sia di tre vallate, a 1.496 metri d'altezza: l'orografia a forma di collo di bottiglia rende favorevole la formazione di numerosi ruscelli e cascate. La zona superiore ha un piccolo pascolo di erba e alpeggi, che permette lo stazionamento delle mucche nella stagione estiva, mentre quella inferiore, attraversata dal Gave de Jéret, è ricca di foreste ed è attraversata dalla GR10, un sentiero che percorre la catena montuosa pirenaica.
Il nome Pont d'Espagne deriva da un ponte in pietra, che in passato permetteva di raggiungere la Spagna dalla Francia attraverso i Pirenei ed era una strada molto trafficata soprattutto dal punto di vista commerciale. A partire dal XIX secolo divenne luogo di villeggiatura per l'alta società francese, tanto che l'attrice Sarah Bernhardt, decise di farsi installare una roulotte su un'isoletta del fiume per trascorrere le sue vacanze, mentre dagli anni sessanta fu il turismo di massa a farla da padrone: l'elevato numero di villeggianti e il traffico veicolare resero il Pont d'Espagne un luogo fortemente degradato, tanto che nel 1990 fu impedito l'accesso alle automobili, furono distrutti numerosi alloggi e furono ripristinate diverse aree naturali, con l'inserimento della fauna selvatica. Oggi è possibile arrivare al sito esclusivamente da Cautarets e giungere con le auto fino a quota 1.480 metri dove è posto il parcheggio dal quale partono diversi sentieri escursionistici come quello per il lago di Gaube, raggiungibile anche tramite una seggiovia e quello per la valle del Marcadau e il circo del Mercadau, dove tramite numerosi rifugi, si può raggiungere il versante spagnolo dei Pirenei. Inoltre sulla strada che da Cauterets porta al Pont d'Espagne si possono ammirare numerose cascate, che offrono il massimo della loro bellezza nella stagione primaverile durante lo scioglimento delle nevi. La zona inoltre fa parte del comprensorio sciistico di Cauterets ed è in particolar modo attrezzata per lo sci di fondo.